# Szymon Ziółkowski
Szymon Jerzy Ziółkowski (Poznań, 1976. július 1. –) olimpiai és világbajnok lengyel atléta, kalapácsvető. 83,38 méteres egyéni csúcsa élő lengyel rekord.

## Pályafutása
1994-ben junior világbajnok lett, majd első olimpiáján, 1996-ban rögtön döntőig jutott, és tizedikként zárt.
A Sydney-i olimpián óriási meglepetésre győzött. Noha a selejtezőkörből csak negyedik legjobbként ment a döntőbe, végül 80,02-dal, a mezőnyben egyedüli nyolcvan méter fölötti dobással lett olimpiai bajnok az olasz Nicola Vizzoni és a fehérorosz Ihar Аsztapkovics előtt.
Egy évvel Sydney után világbajnokságot nyert Edmontonban. Ziółkowski 83,38-as új egyéni és lengyel csúccsal lett világbajnok.
Az athéni olimpián nem jutott döntőbe, majd a 2005-ös helsinki világbajnokságon bronzérmesként végzett. Pekingben csak hetedik lett, majd a berlini világbajnokságon másodikként zárt Peking olimpiai bajnoka, Primož Kozmus mögött.

## Egyéni legjobbjai
- Súlylökés - 15,25 m (1995)
- Diszkoszvetés - 49,44 (1997)
- Kalapácsvetés 83,38 m (2001) NR

magyarázat:  NR = országos rekord